# Jean Hersholt
Jean Hersholt (Copenhaguen, 12 de juliol de 1886 − Hollywood, 2 de juny de 1956) va ser un actor danès que va viure als Estats Units, on va arribar a ser una estrella del cinema i de la ràdio, i conegut sobretot pel seu treball al llarg de 17 anys en el programa radiofònic Dr. Christian i per interpretar l'avi de Shirley Temple a Heidi (1937).

## Biografia

### Joventut
Hersholt va néixer a Copenhaguen, Dinamarca, al si d'una família dedicada al teatre, per la qual cosa va viatjar des de nen per Europa fent representacions teatrals. Més endavant es va graduar a l'Escola d'Art de Copenhaguen. Els seus dos primers films van ser rodats a Alemanya el 1906. El 1913 va emigrar als Estats Units, país en el qual va interpretar la resta de la seva filmografia.

### Carrera
Entre els papers més recordats d'Hersholt figuren el de Marcus Schouler al film Greed d'Erich von Stroheim de 1924, i el de l'avi de Shirley Temple en la versió rodada el 1937 del llibre infantil de 1880 Heidi.
Al llarg de la seva carrera cinematogràfica els seus papers van incloure tota la gamma des de les seves interpretacions de malvat en el cinema mut fins a les seves actuacions com a secundari en les que el seu suau accent danès i la seva veu agradable li van facilitar la interpretació de pares benevolents, metges, professors i nobles europeus. L'ultimo paper d'Hersholt va tenir lloc a la pel·lícula de 1955 Run for Cover.
A The Country Doctor (1936), una pel·lícula protagonitzada per les quintigèmines Dionne, Jean Hersholt interpretava el Dr. John Luke, un personatge inspirat en Allan Roy Dafoe, l'obstetra canadenc que va portar al món a les quintigèmines. Aquest títol va tenir dues seqüeles. Hersholt volia fer el paper a la ràdio, però no aconseguia els drets. Per això va decidir crear el seu propi personatge mèdic radiofònic i, ja que era un entusiasta de Hans Christian Andersen, va manllevar el nom per crear al filosòfic Dr. Paul Christian, que practicava la medicina a la ciutat de River's End, amb l'assistència de la infermera Judy Price (que va ser interpretada per Rosemary Decamp, Lurene Tuttle, Kathleen Fitz i Helen Claire). Amb el tema musical d'obertura de "Rainbow on the River, " Dr. Christian es va presentar a la CBS el 7 de novembre de 1937 sota el patrocini de l'empresa Chesebrough Manufacturing's Vaseline.
Produïda per Dorothy McCann, la sèrie es va convertir en un èxit d'audiència, seguint a la CBS fins al 6 de gener de 1954, època en què Hersholt estava tan identificat amb el paper que fins i tot rebia correu demanant-li consell mèdic. Hi va haver diversos spin-off de la sèrie, coescrivint Hersholt una novel·la sobre el Dr. Christian i rodant una sèrie de sis films familiars amb el personatge entre 1939 i 1941. El 1956 el Dr. Christian va passar a la televisió, amb guió de Gene Roddenberry, i amb Macdonald Carey interpretant el seu nebot, el Dr. Mark Christian.
Com a resum de la seva activitat cinematogràfica, Hersholt va rodar un total de 75 films muts i 65 de sonors, fent de director en quatre ocasions.
El 1939 Hersholt va col·laborar per establir la Motion Picture Relief Fund a fi de cobrir les necessitats mèdiques dels empleats de la indústria. Els fons es van utilitzar per crear el Motion Picture Country House and Hospital a Woodland Hills (Los Angeles), Califòrnia, i van motivar la fundació el 1956 del Premi Humanitari Jean Hersholt, un premi honorari de l'Acadèmia de les Arts i les Ciències Cinematogràfiques concedit a l'esforç humanitari individual.
L'actor va traduir més de 160 dels contes d'Andersen a l'anglès, i la seva gran col·lecció de llibres de Hans Christian Andersen es troba actualment a la Biblioteca del Congrés dels Estats Units. Les traduccions es van publicar el 1949 en sis volums sota el títol de The Complete Andersen, i es consideren com les millors versions en anglès dels contes. Hersholt va ser nomenat cavaller pel rei Cristià X de Dinamarca el 1948, en part gràcies a la seva activitat literària.

### Vida personal
Hersholt es va casar el 1914, amb Via, i va tenir un fill, Allan. Fou l'oncle de l'actor Leslie Nielsen i de l'antic Viceprimer Ministre del Canadà Erik Nielsen. Hersholt va morir a Hollywood, Califòrnia, el 1956, a causa d'un càncer. Va ser enterrat al Cementiri Forest Lawn Memorial Park de Glendale (Califòrnia). La seva tomba està guarnida amb una estàtua de Klods Hans, un personatge de Hans Christian Andersen que deixa Dinamarca per viatjar pel món —quelcom similar al que va fer Hersholt.

## Premis i nominacions
Hersholt fou premiat pels seus serveis a la indústria en dues ocasions amb sengles òscars honorífics, el 1940 i el 1950, i en honor seu l'Acadèmia de les Arts i les Ciències Cinematogràfiques va donar nom al Premi Humanitari Jean Hersholt.
A Hersholt li van concedir dues estrelles al Passeig de la Fama de Hollywood: una en el 6501 de Hollywood Boulevard, pel seu treball cinematogràfic, i una altra en el 6701 de la mateixa via, per la seva aportació a la ràdio.

## Filmografia

### Com a actor
- 1906: Konfirmanden
- 1906: Opløb på Frederiksberg
- 1915: The Disciple: Extra
- 1916: The Desert
- 1916: Bullets and Brown Eyes
- 1916: Hell's Hinges: Rowdy townsman
- 1916: The Aryan
- 1916: The Apostle of Vengeance
- 1916: Some Medicine Man
- 1916: As the Candle Burned
- 1916: It's All Wrong
- 1916: Kinkaid, Gambler
- 1916: Scratched
- 1917: Black Orchids
- 1917: Fighting for Love: Ferdinand
- 1917: Love Aflame: Reginald
- 1917: The Terror: Jimm
- 1917: The Saintly Sinner
- 1917: Perils of the Secret Service: (Episodi 2)
- 1917: The Clash of Steel
- 1917: Her Primitive Man
- 1917: The Townsend Divorce Case
- 1917: Southern Justice: Caleb Talbot
- 1917: The Gunman's Gospel
- 1917: The Greater Law: Basil Pelly
- 1917: The Soul Herder: Priest
- 1917: The Show Down: Parkes
- 1917: A Stormy Knight: Dr. Fraser
- 1917: '49-'17: Gentleman Jim Raynor
- 1917: Princess Virtue: Emile Carre
- 1918: Madame Spy: Comte Von Ornstorff
- 1918: The Answer: Shepard
- 1919: Whom the Gods Would Destroy
- 1919: Love's Prisoner
- 1919: In the Land of the Setting Sun
- 1920: The Red Lane: Vetal Beaulieu
- 1920: Merely Mary Ann: Stranger
- 1920: The Golden Trail: Harry Teal
- 1920: The Deceiver
- 1921: The Servant in the House: Manson
- 1921: The Four Horsemen of the Apocalypse: Professor von Hartrott
- 1921: A Certain Rich Man: Adrian Brownwell
- 1921: Man of the Forest: Lem Beasley
- 1922: When Romance Rides: Joel Creech
- 1922: Heart's Haven: Henry Bird
- 1922: Tess of the Storm Country: Ben Letts
- 1922: The Strangers' Banquet: Fiend
- 1923: Jazzmania: Prince Otto of Como
- 1923: Quicksands: Ring Member
- 1923: Red Lights: Ezra Carson
- 1924: Torment: Boris
- 1924: The Goldfish: Herman Krauss
- 1924: The Woman on the Jury: Juror
- 1924: Sinners in Silk: Dr. Eustace
- 1924: Her Night of Romance: Joe Diamond
- 1924: Avarícia (Greed): Marcus
- 1924: Cheap Kisses: Gustaf Borgstrom
- 1924: So Big: Aug Hempel
- 1925: Dangerous Innocence: Gilchrist
- 1925: Fifth Avenue Models: Crook
- 1925: If Marriage Fails: Dr. Mallini
- 1925: Don X, fils de Zorro (Don Q Son of Zorro): Don Fabrique Borusta
- 1925: A Woman's Faith: Cluny
- 1925: Stella Dallas: Ed Munn
- 1926: The Greater Glory: Gustav Schmidt
- 1926: My Old Dutch: 'Erb 'Uggins
- 1926: It Must Be Love: Pop Schmidt
- 1926: Flames: Ole Bergson
- 1926: The Old Soak: Clement Hawley, Sr.
- 1927: The Wrong Mr. Wright: Seymour White
- 1927: Alias the Deacon: The Deacon
- 1927: The Student Prince in Old Heidelberg: Dr. Friedrich Jüttner
- 1928: 13 Washington Square: 'Deacon' Pyecroft
- 1928: The Secret Hour: Tony
- 1928: Abie's Irish Rose: Solomon Levy
- 1928: The Battle of the Sexes: Mr. William J. Judson
- 1928: Jazz Mad: Franz Hausmann
- 1928: Give and Take: John Bauer
- 1929: Girl on the Barge: McCadden
- 1929: The Younger Generation: Julius (Pa) Goldfish
- 1929: Modern Love: Renault
- 1930: The Climax: Luigi Golfanti
- 1930: The Case of Sergeant Grischa: Posnanski
- 1930: Mamba: August Bolte (Mamba)
- 1930: Hell Harbor: Joseph Horngold
- 1930: East Is West: Man
- 1930: A Soldier's Plaything: Avi Rittner
- 1930: The Cat Creeps: Dr. Patterson
- 1930: The Third Alarm: Dad Morton
- 1930: Viennese Nights: Herr Hofner
- 1931: Daybreak: Herr Schnabel
- 1931: Transatlantic: Rudolph
- 1931: The Phantom of Paris: Herman
- 1931: Susan Lenox (Her Fall and Rise): Karl Ohlin
- 1931: The Sin of Madelon Claudet d'Edgar Selwyn: Dr. Dulac
- 1931: Private Lives: Oscar
- 1932: Emma: Mr. Frederick 'Fred' Smith
- 1932: The Beast of the City: Samuel 'Sam' Belmonte
- 1932: Are You Listening?: George Wagner
- 1932: Gran Hotel: Senf
- 1932: Night Court: Herman
- 1932: New Morals for Old: James Hallett
- 1932: Unashamed: Mr. Heinrich Schmidt
- 1932: Skyscraper Souls: Jacob 'Jake' Sorenson
- 1932: Hearts of Humanity: Sol Bloom
- 1932: The Mask of Fu Manchu: Von Berg
- 1932: Flesh: Mr. Herman
- 1933: The Crime of the Century: Dr. Emil Brandt
- 1933: Song of the Eagle: Otto Hoffman
- 1933: El sopar és a les vuit (Dinner at Eight): Jo Stengel
- 1933: Christopher Bean: Rosen
- 1934: The Cat and the Fiddle: Professor Bertier
- 1934: Men in White: Dr. 'Hockie' Hochberg
- 1934: The Fountain: Baron Van Leyden
- 1934: The Painted Veil: Herr Koerber
- 1935: Mark of the Vampire: Baron Otto von Zinden
- 1935: Cors trencats (Break of Hearts): Professor Thalma
- 1935: Murder in the Fleet: Victor Hanson
- 1936: Tough Guy: Doctor Mulback
- 1936: The Country Doctor: Doctor John Luke
- 1936: Sins of Man: Christopher Freyman
- 1936: His Brother's Wife: Professor 'Pop' Fahrenheim
- 1936: Reunion: Dr. John Luke
- 1936: One in a Million: Herr Heirich Muller
- 1937: Seventh Heaven: Father Chevillon
- 1937: Heidi: Adolph Kramer
- 1938: Happy Landing: Lars Ericksen
- 1938: Alexander's Ragtime Band: Prof. Heinrich
- 1938: I'll Give a Million: Victor
- 1938: Five of a Kind: Dr. Dafoe
- 1939: Mr. Moto in Danger Island: Mr. Sutter
- 1939: Meet Dr. Christian: Dr. Paul Christian
- 1940: Remedy for Riches: Dr. Paul Christian
- 1940: The Courageous Dr. Christian: Dr. Paul Christian
- 1940: Dr. Christian Meets the Women: Dr. Paul Christian
- 1941: Melody for Three: Dr. Paul Christian
- 1941: They Meet Again: Dr. Paul Christian
- 1949: Dancing in the Dark: Jean Hersholt
- 1955: Busca el teu refugi (Run for Cover): Mr. Swenson

### Com a director
- 1920: The Golden Trail
- 1920: The Deceiver
- 1922: When Romance Rides